# Budský mlýn
Budský mlýn (Panský, Horní, Podhradec) v Křivoklátě v okrese Rakovník je vodní mlýn, který stojí na Rakovnickém potoce. Je chráněn jako nemovitá kulturní památka České republiky.

## Historie
Mlýn je ve vsi Budy (pozdější Křivoklát) připomínán roku 1460 spolu s Tomkem jako králem jmenovaným přísežným mlynářem. Roku 1475 povolil král Vladislav II. Jagelonský Tomkovi (Tomanovi) zákup dvou potočních mlýnů.
V roce 1531 zničila mlýn povodeň. Pustý mlýn koupil mlynář Jan, pozdější budský rychtář Jan Hutský, který jej znovu vystavěl ze dřeva. V letech 1539–1541 byl mlýn zadlužen 15 strychy žita a 43 kopami grošů za dva džbery ryb a 2 věrtele piva, Jan Hutský jej roku 1549 odprodal mlynáři Burianovi a ponechal si pouze Dolní mlýn, ve kterém se v roce 1546 narodil dvorní malíř arciknížete Ferdidanda Tyrolského a miniaturista Matyáš Hutský.
Vdova po Burianovi se provdala za Pavla Holého z Kounova, který odmítl mlít zdarma pro zámek a hejtman proto na něj zaslal stížnost královské komoře; Holý následně prodal mlýn za 107 kop Jírovi Květoňovi. Úrok z mlýna byl v té době 35 kop a 15 strychů žita.
Poté se majitelé střídali, až se dostal zpět do držení rodu Hutských; koupil jej Jindřich Hutský z Dolního mlýna. V roce 1580 mlýn vyhořel a královská komora jej nechala znovu vystavět. Mlýn měl 3 kola, 4 stoupy a pilu. V roce 1654 byl zničen povodní a roku 1698 opět.
V roce 1806 došlo k dohodě s vrchností o rozdělení práce mezi Horním a Dolním mlýnem, mlynáři Karlu Cipplovi byl snížen úrok o 35 zlatých a zvýšena dávka piva. Po jeho smrti vdova mlýn prodala za 2000 zlatých a k roku 1863 byl oceněn již na 4863 zlatých. Sadař Vondráček jej vzápětí prodal rodu Dubských, kterému zůstal až do roku 1930. Poté je zde uváděn majitel mlýna a elektrárny Bohumil Ehlich.

## Popis
Rozměrná kamenná obdélná budova s mlýnicí má na fasádě dochovaná renesanční sgrafita. K ní je přistavěno užší obytné stavení kryté souběžnou sedlovou střechou. V interiéru mlýna se dochovaly četné součásti technického vybavení i obytného zařízení, například kamna.
Voda byla vedena na vodní kolo 530 metrů dlouhou strouhou od jezu v Podkuchyních kolem bývalé školy a před domy v Tyršově ulici. Roku 1525 velká voda dvakrát strhla naplavenými kládami jez a strouha pak byla zrušena.
Ve mlýnici se dochovala nekompletní mlecí stolice s rýhovanými válci. Dochovala se také transmise, která poháněla máselnici a děličku těsta pro pekárnu, šnekový dopravník a také několik řemenic a sloupy mlýnské hranice. V návodní zdi v prvním patře je údajně ve výklenku zazděné staré dynamo.
Ostatní zařízení bylo demontováno včetně stolice od fy. Bohumil Říha, Plzeň; mlecí válec a řemenice spolu s dalšími součástmi ze mlýna byly převezeny na mlýn ve Světcích v okrese Jindřichův Hradec. Zanikla pila, pekárna, stoupa i výroba elektrické energie.
V roce 1580 měl mlýn 4 stoupy a pilu a v roce 1741 tři složení. K roku 1930 je uváděna výroba elektřiny pro vlastní osvětlení.
Pracovala zde Francisova horizontální kašnová turbína s takzvaným suchým kolenem, která poháněla mlýn a dynamo. Turbína se nedochovala, pouze turbínová kašna a regulační kolo ve mlýně. K roku 1930 je zde uváděna 1 Francisova turbína o spádu 4,15 metru a výkonu 15,8 HP instalovaná v roce 1920.